# Democrats Abroad

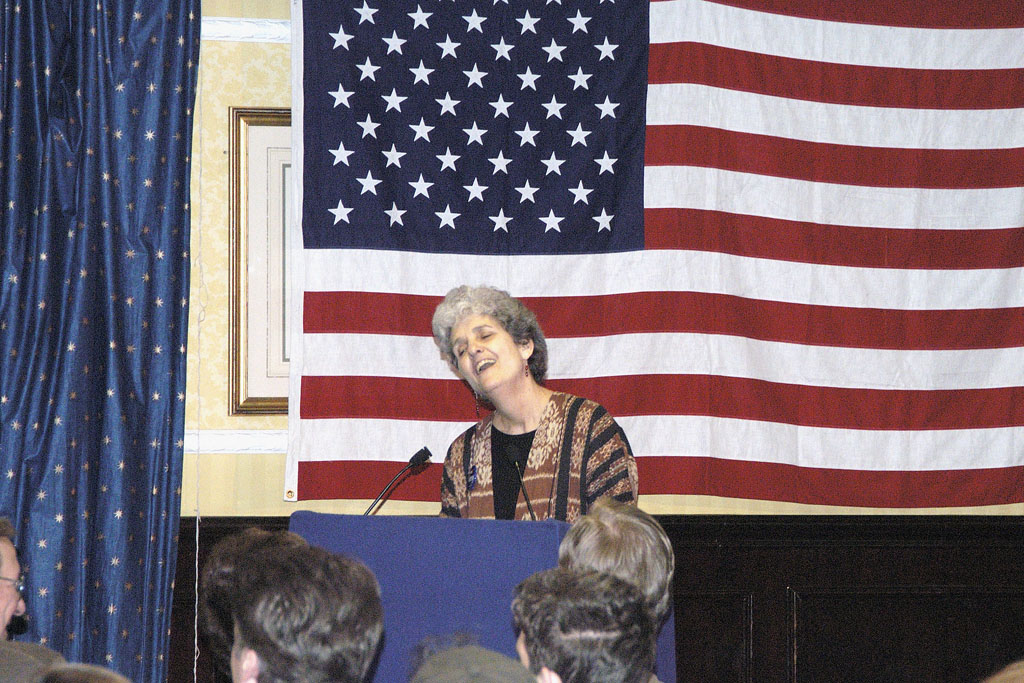
Diana Kerry en una conferencia con demócratas de Edimburgo en 2004

Democrats Abroad (Demócratas en el Extranjero) es una organización política de expatriados estadounidenses radicados temporal o permanentemente en el extranjero afiliados al Partido Demócrata de los Estados Unidos. La organización fue fundada en 1964 y cuenta con miembros en más de 200 países y con comités en unos 60. Democrats Abroad no solo fomenta la participación de ciudadanos estadounidenses en las elecciones del país, sino que además cuenta con delegados ante la Convención Nacional Demócrata que escoge al candidato presidencial, para lo cual organizan una elección primaria global.

## Directiva
La directiva global es el Democratic Party Committee Abroad (Comité del Partido Demócrata en el Extranjero). 
Todos los integrantes de la directiva son elegidos por voto popular:
- Presidenta International Martha McDevitt (Países Bajos)
- Vicepresidente International Steve Nardi (Canadá)
- Tesorera International Daniela Salvioni (Italia)
- Secretaria International Inge Kjemtrup (Reino Unido)
- Vocal International Kate Sawyer (Suiza)
- Vicepresidenta regional para América Jessica Espadas (Brasil)
- Vicepresidenta regional para Asia e islas del Pacífico Suma Shamanna (India)
- Vicepresidente regional para Europa, Medio Oriente, y África Keith Brannum (Turquía)

Los representantes de Democrats Abroad dentro del Comité Nacional Demócrata son: 
- Martha McDevitt (Países Bajos)
- Steve Nardi (Canadá)
- Alan Chaleik (Reino Unido)
- Art Shankler (Serbia)
- Cory Lemke (Corea del Sur)
- Julia Bryan (República Checa)
- Kenton Barnes (Alemania)
- Susan Alksnis (Canadá)

Además Democrats Abroad tiene comités que representan a grupos de interés como el Comité Global de Estadounidenses Asiáticos y del Pacífico (AAPI por sus siglas en inglés), el Comité Global Afrodescendiente, el Comité Global de Personas con Discapacidad, el Comité Global Hispano, el Comité Global LGBT+, el Comité Global Progresista, el Comité Global de Veteranos y Familias Militares, el Comité Global de Mujeres, y el Comité Global de la Juventud, este último es afiliado de Young Democrats of America.

## Historia

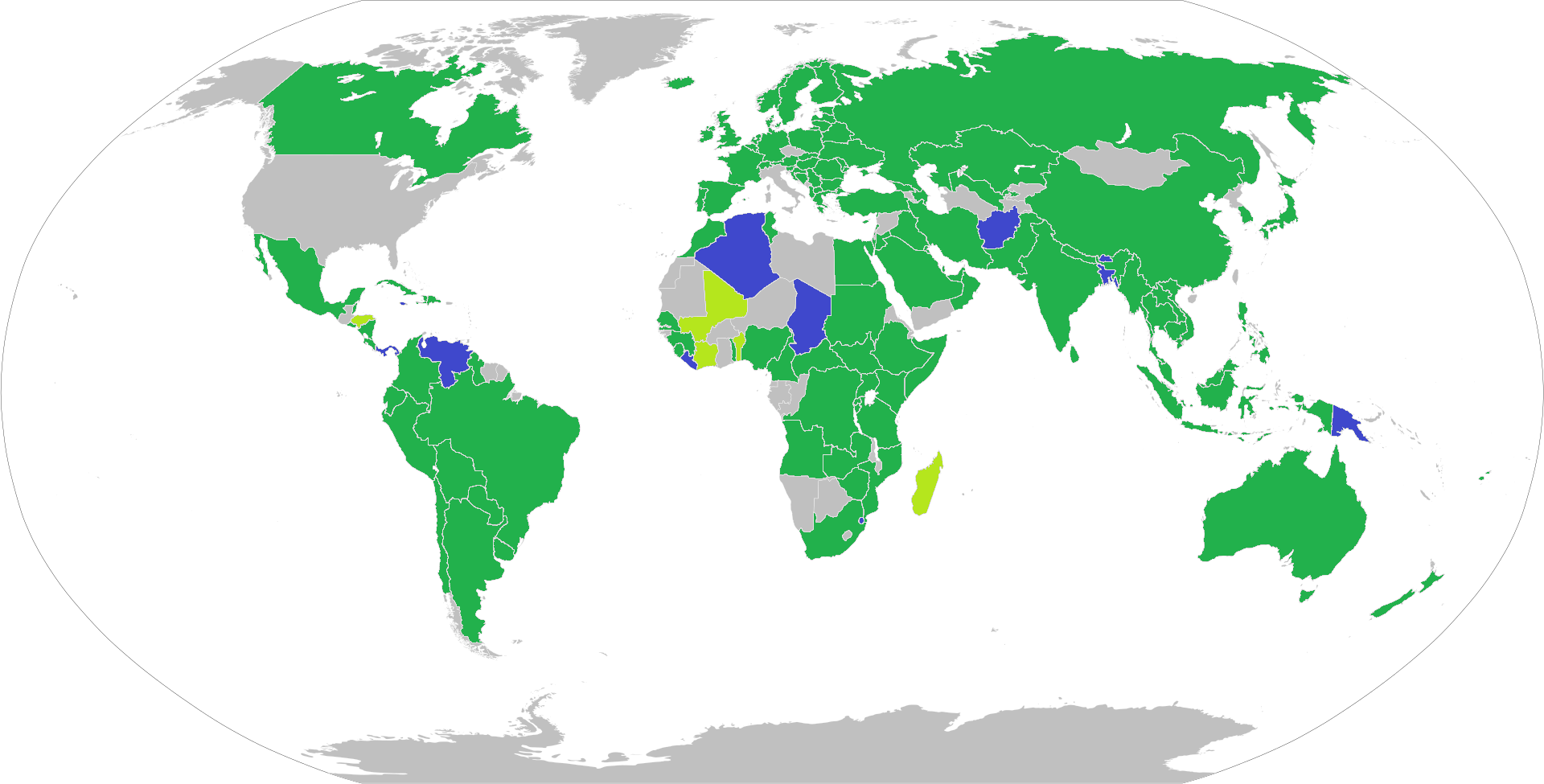
Resultados de la primaria demócrata en el exterior de 2020, en verde oscuro los países ganados por Bernie Sanders, en azul los ganados por Joe Biden, y en verde claro donde hubo empate entre los dos precandidatos

Los primeros comités de Demócratas en el Extranjero fueron creados en 1964 en Londres y París por Toby Hyde y Al Davidson respectivamente, quienes pugnaron para que los votantes demócratas tuvieran representación. John Bailey, el presidente del Partido Demócrata, permitió que enviaran nueve miembros sin derecho a voto a la Convención de 1972. En 1976 se les permitió el estatus de comité estatal con delagados votantes en las convenciones. A partir de la promulgación de la ley Uniformed and Overseas Citizens Absentee Voting Act de 1986 los ciudadanos estadounidenses que habitaran fuera del país pudieron votar en las elecciones generales estadounidenses, por lo que Democrats Abroad inició esfuerzos por inscribir a los votantes y que pudieran realizar sus votos, así como mantiene en su página web bilingüe (inglés y español) la posibilidad de inscribirse para votar en las elecciones presidenciales y estatales (los estadounidenses fuera del país pueden votar en los Estados donde residieron antes de dejar Estados Unidos). Asimismo organizan debates, conferencias y actividades sociales.
Las primarias globales demócratas en el exterior se han venido realizando desde 2008. En la primaria del año 2008 el entonces precandidato Barack Obama venció con 65% de los votos frente a Hilary Clinton que obtuvo 32%.
En el 2012 el presidente Obama fue candidato sin oponente pero igualmente los Democrats Abroad escogieron 11 delegados a la Convención Nacional Demócrata. 
En las primarias de 2016 el vencedor de las elecciones globales fue Bernie Sanders quien obtuvo 69% de los votos frente a Clinton que obtuvo 31% ganando 9 de los 13 delegados en juego. En esa elección votaron 34,570 en 170 países. Además de poder asistir a las urnas de votación colocadas en distintas sedes en cada país, Democrats Abroad permite emitir el voto en ausencia por correo tradicional y en línea.
En el 2020, justo antes de la pandemia del COVID-19, Democrats Abroad condujo su primaria global. El senador del Estado de Vermont Bernie Sanders nuevamente salió victorioso, donde obtuvo 58% de los votos emitidos en el exterior. Mientras tanto, el exvicepresidente de Estados Unidos Joe Biden obtuvo el 23% de los votos emitidios, y la senadora del Estado de Massachusetts Elizabeth Warren el 14%, mientras que otros siete precandidatos obtuvieron 4% de los votos de manera conjunta. En la adjudicación de delegados, Bernie Sanders obtuvo nueve delegados y Joe Biden cuatro.